# Shenyang Urban FC
El Liaoning Tieren Football Club (en chino simplificado, 辽宁铁人足球俱乐部; pinyin, Liáoníng Tiěrén Zúqiú Jùlèbù; literalmente, ‘Liaoning Iron Men F.C.’) es un equipo de fútbol de China que juega en la Primera Liga China, la segunda división de fútbol del país.

## Historia
Fue fundado el 26 de junio de 2015 en la ciudad de Shenyang por el exjugador Zhuang Yi con un grupo de jugadores liberados por el Shenyang Zhongze FC cuando este equipo fue disuelto al finalizar la temporada 2015 de la Primera Liga China.
En ese año logra el ascenso a la Segunda Liga China, logrando llegar a la fase de playoff de ascenso en las temporadas 2016 y 2018 pero en ambas ocasiones fue eliminado en la primera ronda.
En 2019 es campeón de la Segunda Liga China y logra el ascenso a la Primera Liga China por primera vez en su historia.
El 8 de enero de 2024 en una conferencia de prensa por parte del gobierno de Liaoning se reveló que el club pasa a llamarse Liaoning Liudi (en chino simplificado, 辽宁六地足球俱乐部) con el fin de lograr el ascenso a la Chinese Super League en al menos dos años con el fin de revitalizar el fútbol en Liaoning. Al final el club pasó a llamarse Liaoning Tieren.

## Palmarés
- Segunda Liga China: 1

2019

## Entrenadores
- Li Zheng (2015)
- Marek Zub (2016)
- Xiao Zhanbo (2017)
- Wang Bo (2018)
- Niu Hongli (2018)
- Wang Gang (2018)
- Yu Ming (2019–)

## Jugadores

### Plantilla

#### Altas y bajas 2020
| Altas                | Altas          | Altas              | Altas     | Altas        |
| Jugador              | Posición       | Procedencia        | Tipo      | Costo        |
| -------------------- | -------------- | ------------------ | --------- | ------------ |
| Islom Tukhtakhuzhaev | Defensa        | Lokomotiv Tashkent | Traspaso. | No revelado. |
| Juvhel Tsoumou       | Delantero      | Agente libre       | Libre.    | --           |
| Kim Sung-hwan        | Centrocampista | Port FC            | Traspaso. | No revelado. |

| Bajas   | Bajas    | Bajas       | Bajas | Bajas |
| Jugador | Posición | Procedencia | Tipo  | Costo |
| ------- | -------- | ----------- | ----- | ----- |